# 2MASS J07584037+3247245
2MASS J07584037+3247245 ist ein Brauner Zwerg im Sternbild Zwillinge. Er wurde 2004 von Gillian R. Knapp et al. entdeckt. Er gehört der Spektralklasse T2 an; seine Oberflächentemperatur beträgt 800 bis 1300 Kelvin. Wie bei anderen Braunen Zwergen der Spektralklasse T dominiert auch in seinem Spektrum Methan.